# Sodipodi
Sodipodi ist ein Editor für Vektorgrafik unter Unix und Windows, der von Lauris Kaplinski als freie Software unter der GNU General Public License veröffentlicht und später von einem Team weiter entwickelt wurde. Er verwendet SVG als natives Dateiformat und kann außerdem Grafiken als Rastergrafiken (bitmap) im PNG-Format exportieren. Die letzte veröffentlichte Version 0.34 stammt vom 11. Februar 2004.
Sodipodi startete auf der Basis des Vektorgrafik-Editors Gill von Raphael Levien.
Sodipodi zielte auf freie, künstlerische Gestaltung und weniger auf die vollständige Implementierung von SVG. Daher gründete ein Teil der Sodipodi-Entwickler ein neues Projekt, um einen vollständig konformen SVG-Editor mit dem Namen Inkscape zu schaffen, der bestehende Standards statt proprietärer Lösungen benutzen soll.
Am 31. März 2005 wurde das Programmcode-Entwicklungsarchiv geschlossen und die weitere Entwicklung von Sodipodi damit eingestellt.
Seit dem 1. Januar 2009 gibt es wieder Änderungen im Quellcode durch Kaplinski, aber bis jetzt noch keine neue Version.